# Пепин, Андрей Михайлович
Андрей Михайлович Пепин (1862—1914) — полковник, герой Первой мировой войны.

## Биография
Родился 4 июля 1862 года. Начальное образование получил в Тифлисском реальном училище, по окончании которого 11 июня 1885 года был зачислен в Тифлисское пехотное юнкерское училище.
Выпущен 17 ноября 1889 года подпоручиком в 260-й пехотный резервный Ардаганский полк. 17 ноября 1893 года произведён в поручики, 6 мая 1900 года — в штабс-капитаны, 17 ноября 1901 года — в капитаны и 13 марта 1907 года — в подполковники. За время службы в Ардаганском полку Пепин был награждён орденами св. Станислава 3-й степени (в 1905 году) и св. Анны 3-й степени (в 1910 году).
6 декабря 1912 года получил чин полковника и далее служил в 202-м пехотном Горийском полку.
Пепин погиб в самом начале Первой мировой войны, 22 сентября 1914 года. Высочайшим приказом от 21 июня 1915 года он посмертно был награждён орденом св. Георгия 4-й степени
За то, что в ночь с 21-го на 22-е сентября 1914 г., при атаке укреплённой неприятельской позиции в районе Огордзиско, увлекая за собою нижних чинов, первым бросился в атаку, первым ворвался в неприятельские траншеи, где и пал в общей штыковой свалке.